# 齊亞烏丁·優素福扎伊
齊亞烏丁·優素福扎伊（英語：Ziauddin Yousafzai，1969年4月20日—），是一名巴基斯坦教育活动家和诺贝尔和平奖得主、教师和女性教育活动家马拉拉·优素福扎伊的父亲。優素福扎伊亦是马拉拉基金（Malala Fund）的創辦人之一。